# أندريس بيكو

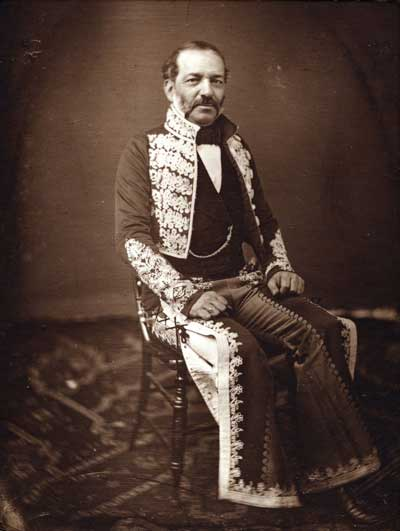
أندريس بيكو

أندريس بيكو (بالإسبانية: Andrés Pico) ، من مواليد 18 نوفمبر 1810م ، وتوفي بتاريخ 14 فبراير سنة 1876م ، وهو ضابط عسكري مكسيكي في كاليفورنيا سابقاً وسياسي أمريكي، وهو من قاد معركة سان باسكوال أنثاء الحرب المكسيكية الأمريكية ، وبعد الحرب اختير أن يكون أمريكياً وأصبح سياسياً فيما بعد.